# Ferrero Rocher
Ferrero Rocher er en chokolade, der er delvist udtænkt af William Salice, og fremstilles af italienske Ferrero SpA. Chokoladen består af en hel ristet hasselnød omgivet af en tynd vaffelskal fyldt med hasselnøddecreme, betrukket med mælkechokolade og dyppet i hakkede hassel- og valnødder. Hvert stykke er pakket i guldfarvet folie.
Siden 1990'erne har produktet måske været mest kendt for tv-reklamen, hvor ambassadøren byder sine gæster på Ferrero Rocher, der er anrettet på et sølvfad; et bevidst markedsføringstrick for at få produktet til at fremstå eksklusivt. Reklamen er eftersynkroniseret fra italiensk og er blevet parodieret adskillige gange.